# 北野誠の茶屋町怪談
『北野誠の茶屋町怪談』（きたのまこと の ちゃやまちかいだん）は、2015年8月10日からMBSラジオで放送されているホラー番組。放送日・時間はシーズンによって異なる。

## 概要
2015年、お盆の時期に北野誠を司会に怪談師を集め怪談を披露するラジオ番組として始まる。
2016年夏の放送分をMBSラジオ公式YouTubeチャンネルにアップロードした所、動画の再生回数が好評だったので夏以外でもスピンオフ企画が行われる事になった。
2020年夏の放送「北野誠の茶屋町怪談2020夏」から、ラジオ放送前に有料のライブ配信を行っている。
2021年2月に放送したスピンオフ番組『茶屋町怪談 松原タニシの恐味津々』が、同年4月より『松原タニシの恐味津々』として毎週日曜日深夜にレギュラー放送が始まる。
2021年9月に、番組公式YouTubeチャンネルを開設する。

## 出演者
- 北野誠：司会
- 松原タニシ
- アシスタント：毎日放送アナウンサー
  - 前田阿希子：2015年
  - 玉巻映美：2016年 - 2018年夏、2019年夏、2019年冬
  - 辻沙穂里：2018年冬
  - 藤林温子：2020年若手・夏・女性・冬1、2021年夏12 -、2022年夏
  - 清水麻椰：2022年冬

### ゲスト出演者
出演回については、放送時間の表記による
- 中山市朗：16夏・16秋・17夏・18夏・19夏・19冬3・20若手・20夏・20女性・20冬1・21夏2、21秋
- 三木大雲：16秋・17冬・17夏・18夏・18冬・19夏・19冬3・20冬12・21夏2、21秋
- 田中俊行：16夏・16秋・18若手・18夏・19冬12・21夏1
- 渡辺裕薫（シンデレラエキスプレス）：15・17夏
- ぁみ（ありがとう）：18若手・18夏
- 下駄華緒：17夏・18若手・19冬12・20冬1
- DJたらちゃん：18若手・18冬
- 竹内義和：19冬3・20夏
- 川奈まり子：19夏・20女性
- アルミカン：15
- 彩羽真矢：17冬
- 桂米輝：18若手
- 矢田貝年朗：18若手
- 岡山祐児 (オーケイ)：18冬
- いたこ28号：20夏
- 深津さくら：20若手・20夏・20女性
- ムラシマ・カリ：20若手・20夏
- 桐野健太郎：20若手
- 濱幸成：20若手
- チビル松村：20若手
- 藤田第六感：20若手
- ワダ：20若手
- 花房観音：20女性
- 田辺青蛙：20女性
- 牛抱せん夏：20女性
- Apsu Shusei：20冬1
- 鈴木光司：20冬2
- 三津田信三：20冬2
- 藤野可織：20冬2
- 原昌和（the band apart）：21夏1
- 団長（NoGoD）：21夏1
- MAH（Muvidat ex.SHAKALABBITS）：21夏1
- 久樂陸：21夏1
- 上里洋志（らせん。）：21夏1
- 桜井館長：21夏2、21秋
- 村上ロック：21夏2
- 伊藤えん魔：21秋
- 稲森誠：21秋
- 徳丸新作：21秋
- 櫻井忍：21秋
- 田中康弘：21冬
- 山本直嵩（特殊清掃「ダイウン株式会社」）：17冬[注 3]

## 放送時間
| 番組名                                                  | 放送日         | 放送時間      | 表記   |
| ------------------------------------------------------- | -------------- | ------------- | ------ |
| 北野誠の茶屋町怪談                                      | 2015年8月10日  | 20:00 - 21:00 | 15     |
| 北野誠の茶屋町怪談2016                                  | 2016年8月14日  | 25:00 - 26:00 | 16夏   |
| 北野誠の茶屋町怪談 来て後悔 聴いて後悔                  | 2016年9月25日  | 25:00 - 26:00 | 16秋   |
| 松原タニシの茶屋町訳あり不動産                          | 2017年2月6日   | 19:00 - 20:00 | 17冬   |
| 北野誠の茶屋町怪談2017夏                                | 2017年8月13日  | 25:15 - 27:15 | 17夏   |
| 茶屋町怪談 若手怪談師GP〜新鎌夜〜（ニューカマーナイト） | 2018年6月17日  | 25:00 - 26:30 | 18若手 |
| 北野誠の茶屋町怪談2018                                  | 2018年8月12日  | 25:30 - 27:00 | 18夏   |
| 北野誠の茶屋町怪談2018冬                                | 2018年12月16日 | 25:00 - 26:30 | 18冬   |
| 北野誠の茶屋町怪談2019                                  | 2019年7月14日  | 24:30 - 26:00 | 19夏   |
| 茶屋町怪談総集編 第一夜                                 | 2019年12月8日  | 25:00 - 26:30 | 19冬1  |
| 茶屋町怪談総集編 第二夜                                 | 2019年12月15日 | 25:00 - 26:30 | 19冬2  |
| 北野誠の茶屋町怪談2019冬                                | 2019年12月28日 | 22:00 - 23:30 | 19冬3  |
| 茶屋町怪談 若手怪談師GP〜新鎌夜〜                       | 2020年7月27日  | 19:00 - 20:55 | 20若手 |
| 北野誠の茶屋町怪談2020夏                                | 2020年9月13日  | 24:50 - 25:50 | 20夏   |
| 茶屋町怪談 女性怪談作家SP                               | 2020年11月3日  | 20:00 - 22:00 | 20女性 |
| 北野誠の茶屋町怪談2020冬                                | 2021年1月24日  | 20:00 - 21:00 | 20冬1  |
| 茶屋町怪談 松原タニシの恐味津々                         | 2021年2月7日   | 20:00 - 21:00 | 20冬2  |
| 茶屋町怪談 ～音楽家的夜話～（ミュージシャンナイト）     | 2021年7月26日  | 19:00 - 21:00 | 21夏1  |
| 北野誠の茶屋町怪談2021夏                                | 2021年9月26日  | 26:10 - 27:10 | 21夏2  |
| 茶屋町怪談 ～演劇人夜話～                               | 2021年11月19日 | 17:54 - 20:00 | 21秋   |
| 北野誠の茶屋町怪談2021冬                                |                |               | 21冬   |